# 레드쿠키
레드쿠키(RedCookie, 본명: 권요셉, 1989년 12월 21일 ~ )은 대한민국의 작곡가 겸 프로듀서이다. 브레이브엔터테인먼트 소속의 프로듀서이다.